# Định Quán (huyện)
Định Quán là một huyện thuộc tỉnh Đồng Nai, Việt Nam.

## Địa lý
Định Quán là một huyện miền núi nằm ở phía đông bắc tỉnh, cách xa trung tâm thành phố Biên Hòa khoảng 80 km và cách Thành phố Hồ Chí Minh khoảng 110 km. Huyện có vị trí địa lý:
- Phía đông giáp huyện Đức Linh, tỉnh Bình Thuận và huyện Tân Phú
- Phía tây giáp huyện Vĩnh Cửu
- Phía nam giáp thành phố Long Khánh và các huyện Xuân Lộc, Thống Nhất, Trảng Bom
- Phía bắc giáp huyện Tân Phú.

Quốc lộ 20 là tuyến giao thông chính trên địa bàn huyện. Ngoài ra, tỉnh lộ 763 (nối hai huyện Định Quán và Xuân Lộc) cũng đi qua các xã Phú Túc, Suối Nho ở phía nam huyện.
Đây cũng là địa phương có dự án Đường cao tốc Dầu Giây – Đà Lạt đi qua đang được đầu tư xây dựng.
Huyện có sông Đồng Nai và một phụ lưu phía tả ngạn là sông La Ngà chảy qua, có hồ nước nhân tạo là hồ Trị An dọc theo ranh giới phía tây và tây nam huyện.
Địa hình gò đồi là chính, đất đỏ bazan phù hợp nhiều loại cây lương thực, cây công nghiệp như: cà phê, hồ tiêu, mía, bắp, thuốc lá,...
Huyện có diện tích 970,5 km², dân số năm 2019 là 225.160 người, gồm nhiều dân tộc sinh sống: Kinh, Thái, Hoa, Tày, Khmer, Chơ Ro, Chăm, Ê Đê, Sán Dìu, Châu Mạ, Dao, nhưng chủ yếu vẫn là dân tộc Kinh.
Dân tộc Châu Mạ, Chơ Ro và Xtiêng được xác định là dân tộc bản địa ở nơi đây, với những nét văn hóa đặc trưng của dân tộc bản địa như đâm trâu, lễ cúng thần lúa... đã làm nên những nét chấm phá cho một bức tranh xuyên suốt lịch sử của vùng đất.

## Hành chính
Huyện Định Quán có 14 đơn vị hành chính cấp xã, bao gồm thị trấn Định Quán (huyện lị) và 13 xã: Gia Canh, La Ngà, Ngọc Định, Phú Cường, Phú Hòa, Phú Lợi, Phú Ngọc, Phú Tân, Phú Túc, Phú Vinh, Suối Nho, Thanh Sơn, Túc Trưng.

## Lịch sử
Có nhiều tài liệu ghi khác nhau, trước năm 1836 chưa có tên. Địa bạ 1836 ghi Định Quán là một trong thôn của tổng Bình Tuy, huyện Phước Bình, Tỉnh Biên Hòa. Địa bạ 1845 ghi Định Quát nguyên là xứ Quáng Trung sau đổi ra Định Quán thuộc tổng Bình Tuy huyện Phước Bình. Bản đồ ATLAS năm 1908 có địa danh Định Quán. Đến năm 1924 còn gọi là làng Định Quán thuộc tổng Bình Tuy. Năm 1899, tổng Bình Tuy nhập vào tỉnh Đồng Nai Thượng do Toàn Quyền Đông Dương lập. Năm 1901, tỉnh Đồng Nai Thượng bị bãi bỏ nhưng đến năm 1920 được tái lập. Đến năm 1924, địa chí tỉnh Biên Hòa có ghi tổng Bình Tuy gồm 7 làng gồm: Định Quán, Cao Lang, Gia Canh, Thuận Tùng, Túc Trưng, Vĩnh An. Từ năm 1945 - 1951, Định Quán thuộc huyện Xuân Lộc của tỉnh Biên Hòa.
Ngày 24/4/1957, Định Quán trở thành một quận thuộc tỉnh Long Khánh do chính quyền Sài Gòn thành lập, gồm 2 tổng: Ta Lai, Bình Tuy.
Ngày 29/6/1957, chính quyền Việt Nam Cộng hòa tách một phần quận Định Quán (bờ trái sông La Ngà) để nhập vào tỉnh Bình Tuy mới thành lập (nay thuộc huyện Đức Linh, tỉnh Bình Thuận).
Năm 1959, tỉnh Phước Thành được thành lập, một phần quận Định Quán (bờ phải sông Đồng Nai) nhập vào tỉnh Phước Thành (tuy nhiên đến năm 1965, tỉnh Phước Thành giải thể, đất đai trả lại cho các tỉnh Biên Hòa, Bình Dương, Phước Long, Long Khánh như cũ).
Cuối năm 1974, quận Định Quán gồm 4 xã: Định Quán, Đồng Hiệp, Phương Thọ, Chánh Hưng.
Về phía chính quyền cách mạng, tháng 10 năm 1973, Trung ương Cục miền Nam lập tỉnh căn cứ Tân Phú gồm bốn huyện: Định Quán, Độc Lập, Tân Uyên, Phú Giáo. Đến tháng 10/1974, chuyển hai huyện Tân Uyên, Phú Giáo về tỉnh Thủ Dầu Một. Tỉnh Tân Phú còn lại hai huyện Định Quán và Độc Lập.
Năm 1976, tỉnh Tân Phú chuyển thành huyện Tân Phú, tỉnh Đồng Nai (tỉnh mới thành lập do hợp nhất 3 tỉnh Biên Hòa, Long Khánh, Phước Tuy).
Ngày 10 tháng 4 năm 1991, huyện Định Quán được tái lập trên cơ sở các xã của huyện Tân Phú tách ra. Khi tách ra, huyện Định Quán gồm thị trấn Định Quán và 6 xã: Phú Cường, Phú Hoa, Phú Hòa, Phú Ngọc, Phú Túc, Suối Nho.
Ngày 23 tháng 6 năm 1994, địa giới huyện Định Quán có sự thay đổi điều chỉnh như sau:
- Chia xã Phú Hoa thành 3 xã: Phú Lợi, Phú Vinh và Phú Tân;
- Chuyển giao ấp 7 có diện tích tự nhiên 1.369 hécta, nhân khẩu 2851 thuộc xã Phú Ngọc sang xã Phú Túc quản lý. Chia xã Phú Túc thành 3 xã mới: La Ngà, Túc Trưng và Phú Túc.
- Chia xã Phú Ngọc thành 3 xã: Thanh Sơn, Ngọc Định và Phú Ngọc. Chuyển giao 2.712 ha diện tích tự nhiên và 6.434 nhân khẩu của thị trấn Định Quán sang xã Phú Ngọc quản lý.
- Chia thị trấn Định Quán thành 2 đơn vị hành chính: thị trấn Định Quán và xã Gia Canh.[4]

Từ đó, huyện có 14 đơn vị hành chính trực thuộc, gồm 1 thị trấn và 13 xã, giữ ổn định cho đến nay.

## Thắng cảnh
- Khu Đá Chồng (hay còn gọi là Đá Ba Chồng)
- Thác mai (thuộc Lâm Trường Tân Phú)
- Suối mơ
- Thác Ba Giọt (xã Phú Vinh)
- Thác Thượng (xã Phú Tân)